# ラバウル空襲
ラバウル空襲（ラバウルくうしゅう）は、第二次世界大戦中にラバウルで日本軍と連合国軍との戦闘で行われた空襲。1942年のラバウル攻略時に日本軍が実施した空襲をはじめ、1943年に連合国軍がブーゲンビル島の戦いの援護を目的として実施した大きい規模の空襲などがある。
ラバウルにおける航空隊についてはラバウル航空隊を参照。

## 経過

### 1942年
ラバウルはビスマルク諸島ニューブリテン島の北東に位置するオーストラリア軍が設営した大規模な飛行場と良好な泊地であった。日本は、内南洋方面の守りを固める目的で、陸海軍でオーストラリアの委任統治領であったラバウルとカビエンを攻略することを決め、1942年1月4日にトラックを基地とする第四艦隊所属の第二十四航空戦隊の九六式陸上攻撃機16機が、夜間には九七式飛行艇9機が初めてラバウルの飛行場を爆撃した。6、7、16日にも爆撃を行ったが、敵機の反撃はなかったため、爆撃によって敵機は撃破されたものと思われた。しかし、16日の夜に日本の根拠地になっていたトラックは敵の大型機1機からの爆撃で、軽微な被害を受けた。
ラバウルの攻略は主として、陸軍の南海支隊によって実施されたが、海軍の南雲機動部隊（指揮官南雲忠一海軍中将、第一航空艦隊司令長官）は臨時に南洋部隊（指揮官井上成美海軍中将、第四艦隊司令長官）の指揮下に入り、この作戦に協力するように命じられていた。
1月20日、ニューアイルランド北東海面に進出した空母4隻（第一航空戦隊〈赤城、加賀〉、第五航空戦隊〈瑞鶴、翔鶴〉）から、赤城飛行隊長淵田美津雄中佐を総指揮官とする108機がラバウルを攻撃し、飛行場、海岸砲台を爆撃したほか、敵戦闘機5機の撃墜破を報告し、九七式艦上攻撃機1機が被撃墜された。21日、一航艦の第一航空戦隊52機はカビエンを空襲し、第五航空戦隊の46機はラエ、サラモア、マダンなどを攻撃。22日、第一航空戦隊の46機が再びラバウル空襲を実施した。23日には零式艦上戦闘機、九九式艦上爆撃機の計48機で陸軍の上陸部隊を支援し、日本はラバウルの攻略に成功したが、その直後から頻繁に敵機が同地に対する空襲を輸送船や地上部隊に行い、陸海軍を悩ませた。
イギリスやアメリカ、オーストラリアを中心とした連合軍側は日本軍がラバウルを足がかりにニューカレドニアやニューヘブリディーズ諸島へ進撃してくる可能性を念頭に、その出鼻を挫くためANZACへ爆撃機や機動部隊のアメリカ第11任務部隊を派遣した。この時派遣された第11任務部隊司令官ウィルソン・ブラウン中将の提案によりラバウル空襲作戦が計画され、2月21日にラバウル空襲作戦を行う予定であった。しかし、空襲予定日の前日である2月20日に、ラバウルに進出したばかりの第四海軍航空隊の攻撃を受ける（ニューギニア沖海戦）。攻撃自体は日本側の一方的な敗戦に終わったものの、第11任務部隊も回避運動により燃料を大幅に消費したため、ラバウル空襲は断念せざるを得なかった。
これ以降、ラバウルの日本軍に対する空襲の主役はポートモレスビーなどを根拠とする連合軍の大型爆撃機に移り、散発的な空襲を繰り返し受けることとなった。空襲は主に B-17 が少数単位で時を定めず来襲し、他には B-26 も投入された。1943年に入ってからは B-24 も投入され、一連の空襲は「点滴爆撃」とも呼ばれ、被害自体は大したものではなかったものの、来襲高度が高くて容易に撃墜できない上に、頼みのラバウル航空隊も夜間訓練を行っていないので夜間迎撃も上手くいかず、昼夜分かたぬ空襲によりラバウルの日本軍将兵の中には神経が高ぶって眠れなくなる者が現れた。小園安名中佐率いる第二五一海軍航空隊が、夜間戦闘機月光（当時は二式陸偵改）とともにラバウルに到着し B-17 を撃墜したのは5月21日の事である。

### 1943年
1943年春にガダルカナル島の戦いに敗れて以降、前線が伸び切った日本軍のソロモン方面での防衛線は徐々にラバウル側へと押し上げられていく。開戦以降の敗退に次ぐ敗退から体勢を立て直した連合国軍との航空戦力の差も数と質の両方の面で広がり、数の方は1943年4月の「い号作戦」に代表されるような母艦航空隊の投入が幾度か行われたが、損害が増すばかりであった。やがてニュージョージア島、コロンバンガラ島、ベララベラ島からの撤退で防衛線はさらに押し上げられ、9月下旬からはブインなどへの空襲が激化し、同方面の零戦隊もラバウルに後退する外なかった。
この時点でソロモン諸島の戦いで勝利を手中に収めつつあった連合国側ではあったが、緒戦で多くの空母を失ったアメリカ軍の機動部隊の中核である空母の配備数は日本軍と拮抗した状態で、多方面から反攻作戦を実施するには戦力不足であった。特に、ソロモン方面の戦闘を担当する第3艦隊（南太平洋部隊。ウィリアム・ハルゼー大将）に至ってはベテランの「サラトガ」しか空母の持ち合わせがなく、もう1隻の手持ち空母だった「エンタープライズ」はオーバーホールのため戦列から下がっていた。
このような状況を受けて、イギリス海軍が1943年5月から6月にかけて空母「ヴィクトリアス」を日本軍やドイツ軍の潜水艦が活躍していたインド洋を避け、パナマ運河経由で派遣した。「ヴィクトリアス」をアメリカ海軍の「サラトガ」と組ませ、ラバウル航空隊の攻撃範囲外において不活発な空母作戦を行った。
連合国軍の空母陣も、1942年末以降はアメリカ海軍の「エセックス」 、「バンカー・ヒル」などのエセックス級航空母艦、「インディペンデンス」などインディペンデンス級航空母艦が続々と竣工して訓練の後、太平洋艦隊に配備された。特にエセックスの真珠湾到着は、太平洋艦隊司令長官チェスター・ニミッツ大将をして、新しい中部太平洋部隊の編成の第一弾として位置づけられた。8月に入り第5艦隊が編成され、艦隊司令長官にレイモンド・スプルーアンス中将が、指揮下の高速空母任務部隊の司令官にチャールズ・A・パウナル少将がそれぞれ就任した。パウナル少将の高速空母任務部隊は、1943年9月1日に南鳥島を空襲したのを皮切りにして、9月18日と19日にギルバート諸島を、10月に入ってからウェーク島をそれぞれ攻撃して成果を収めた。もっとも、これら新鋭空母の話は全て中部太平洋方面での事であって、ソロモン方面には関係のない話である。しかし、新鋭空母の回航を望んでいたのはハルゼー大将も同じであった。
ハルゼー大将は7月末にイギリス海軍の「ヴィクトリアス」が転出した後は、「サラトガ」と新鋭空母の組み合わせで空母作戦を行う事を望んでいた。この望みを一度は断ったのはニミッツ大将である。ニミッツ大将の言い分では、続々戦列に加わる新鋭空母の乗員およびパイロットのレベルは高くなく、まずは経験を積ませるために一撃離脱式の攻撃を繰り返す必要があった。また、中部太平洋方面に攻勢をかけたならば、日本軍の注意は中部太平洋に向けられ、ソロモン方面の戦闘は第3艦隊の手持ち部隊だけで対処できると考えていた。第5艦隊は当時、ギルバート諸島攻略のガルヴァニック作戦を控えており、主だった戦闘艦艇は第5艦隊に割り振られていた事情もあった。
連合国および南西太平洋方面最高司令官ダグラス・マッカーサー大将が1943年4月26日に発令したカートホイール作戦の計画では、強力な日本軍が構えるラバウルを攻略せず避けることがすでに決まっていた。第3艦隊は、ラバウル包囲のためにブーゲンビル島を攻略することまでは決めていた。攻略地点については、ニュージョージア島の戦いにおけるニュージョージア島ムンダ攻防戦の苦い経験から日本軍が集中しているであろうブーゲンビル島ブイン地区とショートランド諸島をパスし、エンプレス・オーガスタ湾に面したタロキナ地区に飛行場適地があったこと、タロキナ方面の日本軍部隊がわずかであるなどの理由により、9月22日にタロキナ地区への上陸に決した。その時点での第3艦隊の兵力といえば、アレクサンダー・ヴァンデグリフト海兵中将率いる二個師団とニュージーランド軍一個旅団合わせて約34,000名の陸上部隊に、輸送船12隻と、その護衛にあたる駆逐艦11隻、アーロン・S・メリル少将の第39任務部隊、そして「サラトガ」だけであった。タロキナ地区への上陸作戦を決定した後、ハルゼー大将は真珠湾の太平洋艦隊司令部に向かい、増援を要請する。その結果、新鋭の軽空母「プリンストン」と巡洋艦群、駆逐群が派遣される事となった。第38任務部隊は以下の艦艇で構成されることとなった。
- 空母：サラトガ、プリンストン
- 軽巡洋艦：サンファン、サンディエゴ
- 駆逐艦6隻

タロキナ上陸作戦の予定日である11月1日までには合流できなかった。唯一の救いは、ジョージ・ケニー少将率いる第5空軍とネーサン・トワイニング少将のソロモン方面航空部隊が、任務遂行のために必要な航空機を確保しているとみられたことであった。

#### 10月12日から11月2日

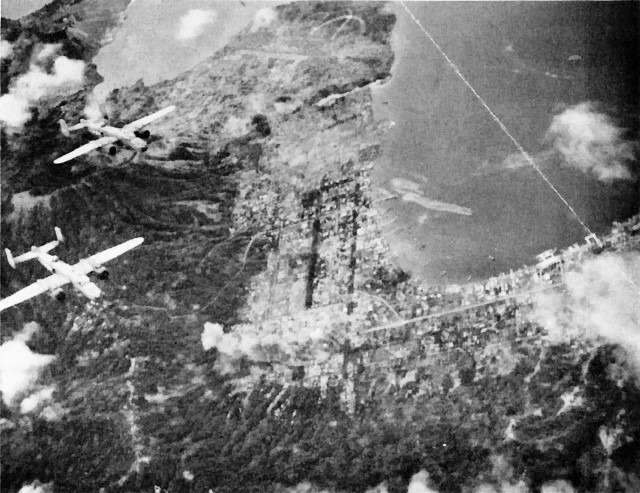
ラバウル上空を飛ぶ B-25。画像内右手の海域がシンプソン港（ラバウル港）

10月12日、第5空軍機と同じくケニー少将の指揮下に入っていたオーストラリア空軍機およびニュージーランド空軍機合わせて349機の爆撃機は、ラバウルに対する初の大空襲を敢行する。第一の目標は一式陸上攻撃機が常駐していたラバウル西飛行場であったが、天候に恵まれず思ったほどの成果はあげられなかった。この空襲により駆逐艦「太刀風」、「望月」、「水無月」、給油艦「鳴戸」などが損傷し、「鳴戸」では十数名が戦死した。続いて10月18日には約50機の B-25 による空襲が行われ、以後6日連続して爆撃を行った。24日にはニューブリテン島南方のジャキノット沖で駆逐艦「望月」が空襲により撃沈された。
10月27日、トレジャリー諸島とチョイセル島にアメリカ軍とニュージーランド軍が上陸した。10月28日、ブーゲンビル島方面における連合軍大攻勢を知った連合艦隊（司令長官古賀峯一大将、参謀長福留繁中将）は第一航空戦隊の艦載機投入を決心し、ろ号作戦を発動した。第十戦隊と第二水雷戦隊から一部艦艇を抽出し、航空戦隊の物件輸送を命じる。第十戦隊（阿賀野、初風、若月、長波）は11月1日ラバウルに到着したので南東方面部隊（指揮官草鹿任一中将、南東方面艦隊司令長官）に編入され（電令作第783号）、そのまま連合襲撃部隊（指揮官大森仙太郎少将、第五戦隊司令官）として出撃することになった。
11月1日早朝、ブーゲンビル島タロキナ地区への上陸作戦が敢行され、上陸作戦から日本軍の注意をそらすために第39任務部隊はブカ島とショートランドに対して艦砲射撃を行った。「プリンストン」が合流した第38任務部隊の艦載機はソロモン方面航空部隊とともにブカ島を爆撃した。日本軍はタロキナ地区への逆上陸を試み、米軍輸送船団撃滅を狙う連合襲撃部隊（第五戦隊〈重巡洋艦妙高、羽黒〉、第十戦隊、第三水雷戦隊）と、船団を護衛する米軍巡洋艦部隊との間で11月2日未明にブーゲンビル島沖海戦が発生した。
11月2日の第5空軍機等によるラバウル空襲は約200機、あるいは72機の B-25 と80機の P-38 で行われる。この時、ラバウルには2日未明のブーゲンビル島沖海戦に敗れて帰投してきたばかりの連合襲撃部隊が入港したばかりであった。この時の空襲では重巡洋艦「妙高」が至近弾をうけてタービンに亀裂が入り、駆逐艦「白露」が方位盤を損傷した。その他、船舶15隻が撃沈され11隻が損傷した。それでも8機の B-25 が撃墜されるか帰投途中で失われ、その中には第3攻撃集団長レイモンド・H・ウィルキンス少佐の乗機が含まれており、ウィルキンス少佐はそのリーダーリップが称えられて名誉勲章を死後授与された。また、P-38 は9機が失われた。11月4日、「妙高」と「羽黒」はラバウルを出発、トラック泊地へ後退した。
ここまでの空襲はそれなりの成果を挙げたものの、日本軍の強力な対空砲火と迎撃機を警戒するあまり、ほとんどの場合において高高度からの攻撃を行ったため、目標に爆弾を命中させる事がなかなか出来ず、「ケニーの爆撃機はどうでもいいような成果をあげただけであった」と、アナポリス海軍兵学校歴史学名誉教授だったE・B・ポッターは述べている。

#### 11月5日
10月27日、トレジャリー諸島とチョイセル島に先行部隊が上陸し、次いで11月1日早朝、タロキナ地区への上陸作戦が敢行され、上陸作戦から日本軍の注意をそらすために第39任務部隊はブカ島とショートランドに対して艦砲射撃を行った。「プリンストン」が合流した第38任務部隊の艦載機はソロモン方面航空部隊とともにブカ島を爆撃した。第38任務部隊を含めたアメリカ機動部隊がラバウルやカビエン近海で行動したのは、未遂に終わった前述のラバウル空襲作戦以来初めてのことである。ハルゼー大将にとっては待望の新戦力であったが、行動には制限が課せられていた。「サラトガ」も「プリンストン」もガルヴァニック作戦支援を命じられていたため、11月20日までに当該海域に戻らなければならなかった。第38任務部隊は11月2日にもブカ島を空襲した後、レンネル島近海まで引き揚げて燃料補給作業を行った。そこに突然、事態を緊迫化させる情報がもたらされる。
連合艦隊が第一航空戦隊の飛行機隊をラバウルに進出させたことは前述したが、11月1日には電令作第784号をもって、トラック泊地在泊の遊撃部隊（指揮官栗田健男中将、第二艦隊司令長官・第四戦隊司令官兼任）のラバウル方面投入を命じ、連合軍に決戦を挑む事となった。遊撃部隊の兵力は第二艦隊と第三艦隊から抽出され、以下の艦艇で構成されていた。
- 第四戦隊（栗田健男中将）：重巡洋艦愛宕、高雄、摩耶、鳥海
- 第七戦隊（西村祥治少将）：重巡洋艦鈴谷、最上
- 第八戦隊（岸福治中将）：重巡洋艦筑摩
- 第二水雷戦隊（高間完少将）：軽巡洋艦能代、駆逐艦玉波、涼波、藤波、早波、島風

既述のように、ラバウルにはブーゲンビル島沖海戦に参加して消耗した第二水雷戦隊（長波、時雨、五月雨、白露）や第十戦隊の各艦（阿賀野、若月ほか）などが既に停泊していた。連合艦隊参謀長であった福留繁中将によれば、遊撃部隊の進出は連合艦隊司令部の独断で決まったものであり、「航空攻撃の成果が上がったところで水上部隊を突入させて撃滅する」というのが狙いであった。しかし、南東方面部隊指揮官だった草鹿任一中将および第二水雷戦隊司令官だった高間完少将は、制空権が奪われつつあるラバウルに水上部隊を送り込むことには懐疑的であり、「来るなとは言えないが、来ない方がよい」（草鹿中将）、「誠に奇異の感」（高間少将）という考えであった。ただし草鹿任一中将は11月2日夕刻の時点で、遊撃部隊の急速進出を要望している。
遊撃部隊のトラック出撃は11月2日の予定であったが空襲の様子を見て一日繰り下がり、ラバウル進出後は、第十戦隊（司令官大杉守一少将）を主隊として先のブーゲンビル島沖海戦で反転帰投した輸送部隊と合同した第三襲撃部隊の支援にあたることとなった。この作戦は「は号作戦」と命名された。遊撃部隊はラバウルへの進出途中、爆撃を受けて航行不能になったタンカー「日章丸」（昭和タンカー、10,526トン）救援のため「鳥海」と「涼波」を分離し、残りは11月5日早朝にラバウルに到着した。しかし遊撃部隊はアドミラルティ諸島近海を南下中の11月4日昼ごろから B-24 の触接を受け、ラバウル到着直前には照明弾を投下されるなど、行動を監視されていた。
先に述べた「事態を緊迫化させる情報」とはこの事であり、ハルゼー大将が後年「これは南太平洋軍司令官としての全任期中に直面したもっともきびしい緊急事態であった」と回想するほど難しい状況であった。ブカ島とショートランドへの砲撃およびブーゲンビル島沖海戦と、ほとんど不眠不休で戦ってきた第39任務部隊はツラギ島にあり、遊撃部隊を迎え撃つにしても強力かつ距離が遠すぎた。しかし、ここで第3艦隊の参謀が第38任務部隊によるラバウル空襲を思いつく。これまでアメリカ海軍の機動部隊が行っていた空母による日本軍基地への攻撃は、先述のパウナル少将による一連の攻撃も含めて大したことがない施設へのものが多く、ラバウルのような強力な拠点に対しては一度も行われていなかった。参謀から作戦プランを打ち明けられたハルゼー大将にとって、ラバウルへの攻撃はほぼ1年前の第三次ソロモン海戦の時と同じぐらいの危険な命令だと感じており、第38任務部隊の運命は悪いものになるとすら予想していた。それでも、ハルゼー大将にとってはタロキナ地区の上陸部隊を死守することが任務であり、しばしの沈黙の後に発した「行かせよう！」との一言で作戦は実行に移される事になった。同時に、ハルゼー大将はソロモン方面航空部隊に対し、第38任務部隊への全面的支援を命じた。
第38任務部隊は27ノットの速力でラバウルに接近し、11月5日7時ごろにラバウルの南東230海里の発艦地点に到達。F6F 52機、TBF 23機、SBD 22機の計97機を発進させたが、これが第38任務部隊の稼動機の全てであった。攻撃隊発進の後、ソロモン方面航空部隊から派遣された戦闘機群が第38任務部隊上空の護衛に就いた。その頃、ラバウルに到着したばかりの遊撃部隊では各艦に対して燃料補給が行われており、14時にタロキナへ向けて出撃して行動は一昼夜とすることが決められ、空襲を受けた場合は第七戦隊、第八戦隊、第四戦隊、第二水雷戦隊、第十戦隊の順番でラバウルから脱出する事と定められた。また第十四戦隊の軽巡洋艦「那珂」と「五十鈴」も午前7時頃ラバウルに到着し、物資の揚陸作業を行っていた。
那珂が揚陸を終えた直後の9時17分、ラバウルに空襲警報が発令された。これに対して零戦71機と三号爆弾装備の彗星5機が迎撃のため発進した。在泊艦船は直ちに航行を開始し、9時22分に「愛宕」、「高雄」、「摩耶」が発砲を開始した。9時28分には「筑摩」も発砲を開始し、直後に4発の至近弾を浴びて1発がカタパルト付近に着弾する。第38任務部隊艦載機による空襲は9時44分頃には終わり、引き続いて27機の B-24 と67機の P-38 により空襲が行われ、空襲警報が解除されたのは11時の事であった。この空襲により第38任務部隊は10機を失ったものの、遊撃部隊その他艦船に以下のような大きな被害を与えた。
在泊艦船の主だった被害
- 愛宕：至近弾3による浸水被害、艦長中岡信喜大佐以下戦死22名[75]
- 高雄：被弾11、右舷前部水線大破孔
- 摩耶：被弾1、大破。直撃弾で機関部損傷、大火災、戦死70・負傷者約60名[76]
- 最上：被弾1と至近弾多数。前部主砲付近に命中、中火災、浸水により発揮可能速力12ノット[77]、戦死19名[78]
- 筑摩：至近弾4、一番魚雷発射管使用不能、水線下船体損傷[74]
- 能代：負傷1名[79]
- 阿賀野：被弾（至近弾とも）、高角砲使用不能（戦闘継続支障なし）[53]
- 藤波：右舷中部に魚雷1命中（不発）、幅2ミリ・長さ12ミリ程度の亀裂[80]
- 若月：至近弾、水線付近舷側に破孔多数、浸水
- 早波：重油庫に小破孔、重油漏洩[81]
- 天霧：魚雷1命中（不発）[82]
- 戦死：134名以上、重軽傷者：190名超

第38任務部隊艦載機の攻撃のうち、雷撃に関しては「藤波」と「天霧」に不発ながら1本ずつ命中させた以外には成功しなかった。それでもこの空襲は、「南太平洋部隊の誰もがもっていた最大の楽観的希望以上の成果を収め」て遊撃部隊を「廃物にしてしまった」。ラバウルから退避した諸艦船は、空襲が止み次第ラバウルに戻ってきたが、草鹿中将は15時44分に至り、途中で分離した鳥海と涼波を含めた、遊撃部隊のうちの重巡洋艦をトラックにつき返すことを決めた。夕刻、「摩耶」と第二水雷戦隊を除いた遊撃部隊重巡部隊はラバウルを後にしてトラックに向かい、11月7日から8日にかけてトラックに帰投した。かくて遊撃部隊のラバウル進出は全くの失敗に終わった。機関部に損傷を受けた「摩耶」は応急修理に成功し、第二次ラバウル空襲のあと第二水雷戦隊と共にトラック泊地へ向かった（詳細後述）。輸送任務を終えた第十四戦隊（那珂、五十鈴）も、トラック泊地へ戻っていった。「時雨」は輸送船団を護衛して、トラック泊地に後退した。
なお、タロキナ逆上陸作戦は1日順延の後、軽巡洋艦「阿賀野」以下の第三襲撃部隊と第二水雷戦隊主体で行われ、11月7日未明にタロキナ地区沖合いに達して輸送隊の駆逐艦四隻（天霧、文月、卯月、夕凪）が揚陸に成功し、ラバウルに帰投した。また、艦上攻撃機14機が第38任務部隊を追撃するため発進して薄暮攻撃を行い、「大型空母1隻、中型空母1隻撃沈、重巡洋艦2隻撃沈、巡洋艦もしくは大型駆逐艦2隻撃沈」の戦果を報じ、そこに撃墜して捕虜にした第38任務部隊艦載機パイロットへの尋問内容を組み合わせて「サラトガとプリンストンと推定される空母を撃沈」した事にされたが、実際には第38任務部隊ではなく戦車揚陸艇（LCI）や魚雷艇など3隻に攻撃しただけであった（ろ号作戦#11月5日　ブーゲンビル島沖航空戦）。

#### 11月11日
「これはわたしにとって心地よい音楽である」と、ハルゼー大将は11月5日の空襲に成功したシャーマン少将からの報告に対してこのように返事した。ハルゼー大将は戦果拡大を図るべくニミッツ大将に対して別の空母任務部隊の派遣を要請し、「エセックス」、「バンカー・ヒル」および「インディペンデンス」を基幹とするアルフレッド・E・モントゴメリー少将麾下の第50.3任務群が貸与される事となった。第50.3任務群は11月5日にエスピリトゥサントに到着し、第38任務部隊への補給作業が済み次第ラバウルへの再度の空襲作戦を行うはずであったが、第50.3任務群に宛がう護衛艦艇の手配の関係上、作戦は11月11日に行われる事となった。作戦計画では、第38任務部隊はブーゲンビル島北方洋上から、第50.3任務群はブーゲンビル島南方洋上からそれぞれラバウルを空襲する手はずとなっていた。また、第5空軍と、初めてラバウル空襲に参加するソロモン方面航空部隊も加わる予定だったが、第5空軍は悪天候により作戦を中止して引き返した。
北側の第38任務部隊と南側の第50.3任務群から、攻撃の第一波として合計185機の艦載機が発進。6時58分、ラバウルに空襲警報が発せられたが、これより先に偵察機が第50.3任務群を発見しており、第二水雷戦隊と第十戦隊は6時18分にはラバウルから脱出しつつあった。零戦107機も迎撃のため発進した。しかし、7時5分に花吹山の方向から突入した TBF の攻撃により「涼波」は左舷に魚雷1本が命中して火災を起こした。さらに回避運動中に爆弾1発を受け、一番魚雷発射管に搭載の魚雷に引火して爆発を起こして船体が切断し、7時22分に沈没した。「阿賀野」は魚雷命中により艦尾とスクリュー2本を亡失し、「阿賀野」座乗の大杉少将も機銃掃射で負傷した。また「長波」は直撃弾で航行不能になった。9時30分、草鹿中将は遊撃部隊など艦艇のこれ以上の被害拡大を防ぐため、第二水雷戦隊、第十戦隊、摩耶および潜水母艦長鯨をトラックに退却させる事に決めた。航行不能の「長波」と、引き続き南東方面で行動する艦艇をラバウルに残し、遊撃部隊は相次いでラバウルを離れる。
翌11月12日、先に出発した「阿賀野」と「浦風」はアメリカ潜水艦「スキャンプ」に襲われ、「阿賀野」は被雷して航行不能となった。大杉少将は「浦風」に移乗する。回航部隊（能代、早波、藤波、五月雨、若月、摩耶、長鯨）から二水戦3隻が分離して「阿賀野」救援に向かい、トラック泊地からも軽巡洋艦「長良」と駆逐艦「涼月」、「初月」が合流した。これ等の艦艇に支援され、「阿賀野」はトラック泊地に帰投できた。
第一波空襲の艦載機を収容した第50.3任務群は、午後に第二次空襲を行うべくその準備に追われていた。そこに、偵察機からの報告により出撃したラバウルからの攻撃隊が接近してくる（ろ号作戦#11月11日　第三次ブーゲンビル島沖航空戦）。レーダーによりその接近を探知した第50.3任務群は迎撃戦闘機を発進させ、11時51分に交戦を開始した。迎撃戦闘機の大群を潜り抜けた攻撃隊が次に遭遇したのは近接信管を使用した対空砲火であり、それらの迎撃をかいくぐったわずかな攻撃機も至近弾を投じるのが精一杯であった。「バンカー・ヒル」は5インチ砲弾532発、40ミリ機関砲弾4,878発、20ミリ機銃弾22,790発を消費して攻撃をよく防ぎ、35機の攻撃機を撃墜して第50.3任務群の艦艇には被害なく、攻撃と迎撃を通じて11機を失っただけでラバウルへの空襲作戦は再び成功した。もっとも、この被攻撃により午後の攻撃は取り止めとなり、第50.3任務群は第38任務部隊とともにラバウル近海を離れて中部太平洋のギルバート方面に急行し、第5艦隊に復帰していった。
11月12日、連合艦隊は電令作第799号をもって「ろ号作戦」の終結を命じた。消耗した一航戦飛行機隊はトラックに引き揚げた。ギルバート方面の戦況とも関連し、10月中旬以降に増強されていた水上艦船のほとんどがこの方面から引き揚げられたため、11月20日草鹿中将は南東方面部隊部署の改編で「連合襲撃部隊」を解隊し、ラバウル方面には第三水雷戦隊（伊集院松治少将）を主体とする艦艇で新たに「襲撃部隊」を編成した。しかし、もはや日本側から海戦を仕掛ける余裕はなく、ニューブリテン島中部やアドミラルティ諸島方面への輸送作戦を細々とやっているのみだった。
タロキナ地区への脅威をほぼ取り除いたアメリカ軍は、タロキナ地区の飛行場を1943年末までには完成させ、ラバウルの他カビエンなどビスマルク諸島方面を爆撃機威力圏内に収める事となった。第3艦隊およびソロモン方面航空部隊は、ここに至って航空大攻勢を開始し、その規模は「一日に一回、またはそれ以上出撃」、「爆撃機の一週間の平均出撃機数は、延べ1,000機に達した」というレベルに拡大した。
そして、ラバウル空襲、特に11月5日と11月11日の空襲はアメリカ海軍にとって大変有意義なものとなった。ニミッツ元帥は「両部隊の活躍はラバウル作戦のみに限られたものではなかった。両部隊は、空母が日本軍の有力な基地に対し、攻撃の冒険をあえてすることができるか否かについて、長い事論議された問題の全てを解決した」と回想している。戦史研究家サミュエル・E・モリソンは、「太平洋艦隊司令部は、その後の作戦で空母をがむしゃらに推進させたが、もしモントゴメリー隊の空母が、ここで甚大な損害を受けていれば、あれほど積極的にやるのを、ためらったであろう。わが方の戦闘機と対空砲火がこの日示した絶大な進歩は、敵に対しては警告であり、われわれには良い前兆であった」と評している。
1943年12月には、アメリカ軍はニューギニア方面の安全を確保するという名目でニューブリテン島南西部（ラバウルは同島の北東部）のマーカス岬（12月15日上陸）（アラウェの戦い）やグロスター岬（12月26日上陸）（グロスター岬の戦い）に上陸した。

### 1944年以降
1944年2月17日、18日のアメリカ軍のトラック島空襲により絶対国防圏のトラック島の航空兵力が壊滅したため、ラバウルの航空部隊はトラック島に引き揚げを命じられ、主力（65機）は直ちに、残存機（22機）も2月中には引き揚げた。当時ラバウルにいた参謀の中には、「これまでラバウルに空襲があるときには、30分位前に警報が発令され、これに応じて20～30機の戦闘機が瞬く間に離陸して邀撃し、激しい空中戦を演じて、その都度何機かの敵を撃墜していた。従って敵機の行動も臆病であった。しかし、わが戦闘機が転進してしまうと、その後2～3日間は敵も半信半疑で警戒していたようであるが、事情の判明とともに俄かに敵機の行動が傍若無人となり、超低空で到る所を攻撃するようになった」と回想する者もいる。
この頃から、アメリカ軍はラバウルやその周辺島嶼の日本軍基地に艦砲射撃も頻繁に行うようになった。続いて連合軍はグリーン島（2月17日上陸）、アドミラルティ諸島（2月29日上陸）、エミラウ島（3月20日上陸）への上陸を行い、包囲体制も整って、ラバウル方面の制空権と制海権は連合軍側に帰したのである。
その後、ニューギニア戦線での連合軍のホーランジア上陸、マリアナ諸島失陥、ペリリューの戦いなどを経て戦線は刻一刻とフィリピンおよび日本本土方面へと移り、ラバウルは完全に戦局から置き去りにされ、その戦略的価値を大きく減じた。ラバウル方面の90,000名余りもの日本陸海軍将兵は篭城態勢に移り、「定期便」などと呼ばれた連合軍機の機銃掃射や爆撃は終戦まで続いたものの、その状態で終戦を迎えた。